# Доманюв (Мазовецьке воєводство)
Доманюв (пол. Domaniów) — село в Польщі, у гміні Пшитик Радомського повіту Мазовецького воєводства.
Населення — 436 осіб (2011).
У 1975-1998 роках село належало до Радомського воєводства.

## Демографія
Демографічна структура станом на 31 березня 2011 року:
|          | Загалом | Допрацездатний вік | Працездатний вік | Постпрацездатний вік |
| -------- | ------- | ------------------ | ---------------- | -------------------- |
| Чоловіки | 217     | 52                 | 145              | 20                   |
| Жінки    | 219     | 55                 | 128              | 36                   |
| Разом    | 436     | 107                | 273              | 56                   |